# Takeši Motojoši
Takeši Motojoši (japonsky 本吉 剛, * 26. července 1967) je bývalý japonský fotbalista.

## Klubová kariéra
Hrával za Fujita Industries, Urawa Red Diamonds, Otsuka Pharmaceutical a Tokyo Gas.

## Reprezentační kariéra
S japonskou reprezentací se zúčastnil Mistrovství Asie ve fotbale 1988.